# 塞拉尔沃
塞拉尔沃，是西班牙卡斯蒂利亚-莱昂萨拉曼卡省的一个市镇。 总面积52平方公里，总人口249人（2001年），人口密度5人/平方公里。